# Cornelia Barns
Pour les articles homonymes, voir Barns.
Cornelia Baxter Barns (1888-1941) est une dessinatrice de presse et graveuse américaine, une militante proche des mouvements féministe New Woman et socialiste.

## Biographie

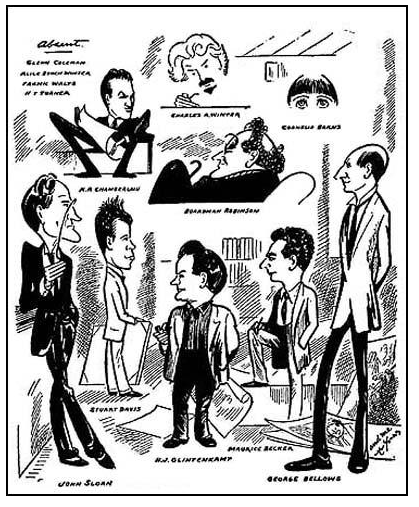
Cornela Barns figure sur « The Cartoonists » (1917), un dessin de Art Young.

Cornelia Barns est née le 25 septembre 1888 à Flushing (Queens) dans l'État de New York ; elle est l'aînée de Mabel Balston Baxter et de Charles Edward Barns. Son père, juriste, se lança dans une carrière de journaliste pour le New York Herald avant de devenir gérant d'un théâtre à Philadelphie en 1910, où sa famille emménage,.
Cornelia étudie l'art et s'inscrit en 1906 à la Pennsylvania Academy of Fine Arts ; elle devient l'élève de William Merritt Chase et John Henry Twachtman,. Cornelia Barns rencontre Robert Henri et fréquente l'« Ash Can School ». Indépendante, s'assumant artiste à part entière, Barns s'inscrit dans le courant  féministe américain appelé « New Woman ». Avant 1914, elle épouse le musicien d'origine britannique, Arthur Selwyn Garbett (1883-1955). C'est à cette époque que Max Eastman la recrute comme illustratrice pour son magazine, The Masses, qui dure six années,. Ses caricatures sont exposées au Salon des humoristes américains de septembre 1915 aux Folsom Galleries. En 1918, elle rejoint de nouveau Eastman pour une nouvelle publication, The Liberator, d'obédience marxiste. Barns fait également partie en 1925 du comité éditorial d'une troisième publication comprenant la même équipe, New Masses. Dans l'intervalle, elle rejoint fin 1917 la Birth Control Review, dirigé par Margaret Sanger, et participe à deux supports radicaux, Woman Voter et Suffragist, ce dernier étant l'organe du National Woman's Party. Son art exprime une forme de radicalité politique, comme dans son dessin "We Accuse Society!" publié dans la Birth Control Review en 1917, qui montre une famille nombreuse (les parents et leurs cinq enfants en bas âge) qu'on suppose en proie à la misère.
En 1920, Barns, son mari et leur jeune fils, déménagent en Californie, dans un ranch près de Morgan Hill où vivaient les parents de Cornelia depuis plusieurs années. Peu après, ils s'installent à Berkeley. Cornelia se consacre essentiellement au dessin de presse et à la gravure. Ses contributions dessinées vont au Oakland Tribune et au Sunset Magazine. Au début des années 1940, elle et sa famille emménagent à Los Gatos. C'est là que Cornelia Barns meurt d'une tuberculose le 4 novembre 1941.

## Œuvre
Les travaux originaux de Cornelia Barns sont réputés rares, peu de dessins ayant été conservés.

Quelques dessins de Barns
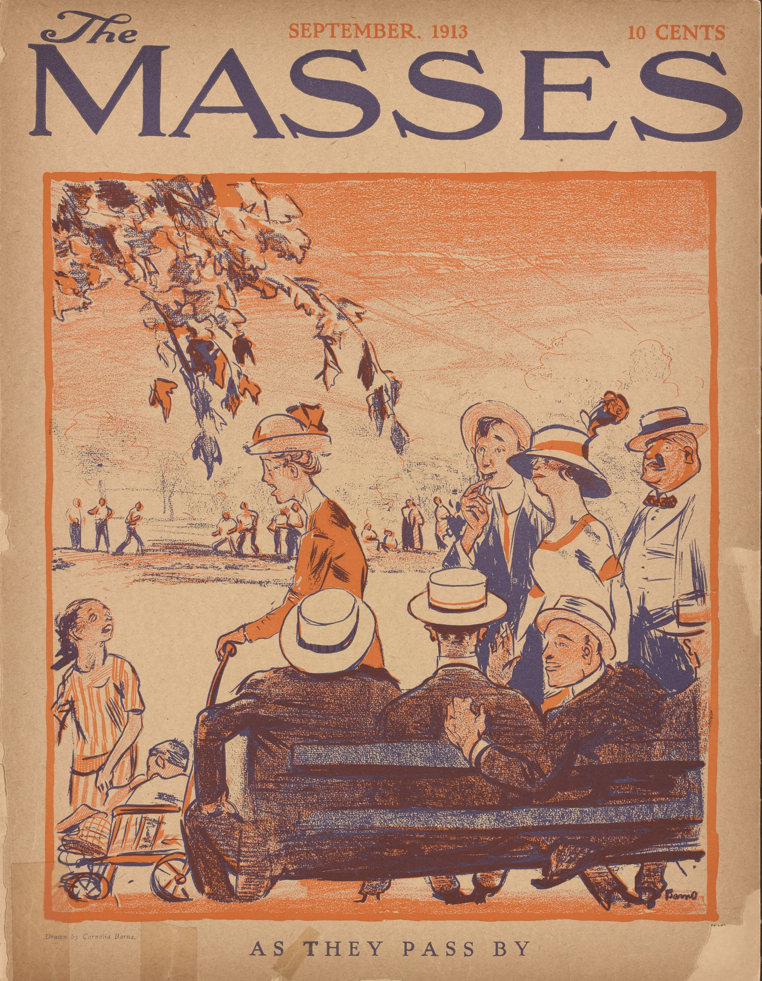
« As They Pass By », par Cornelia Barns, The Masses, couverture, (septembre 1913).
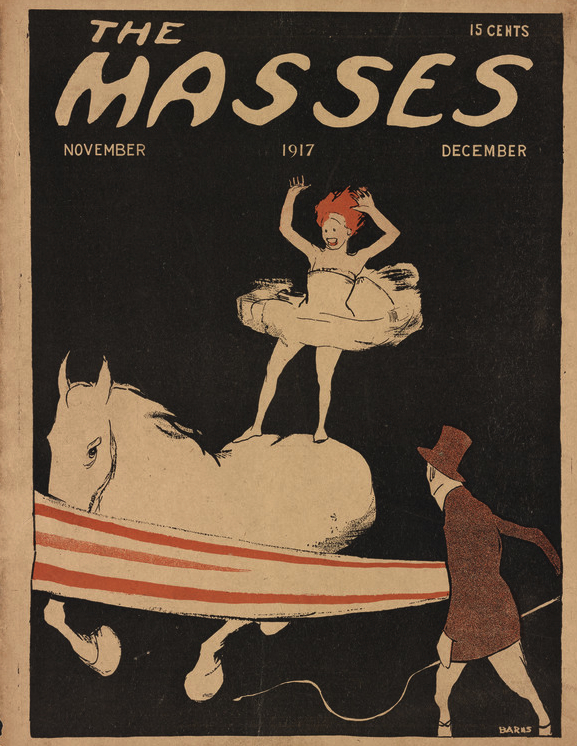
Ultime couverture de The Masses, nov.-déc. 1917.
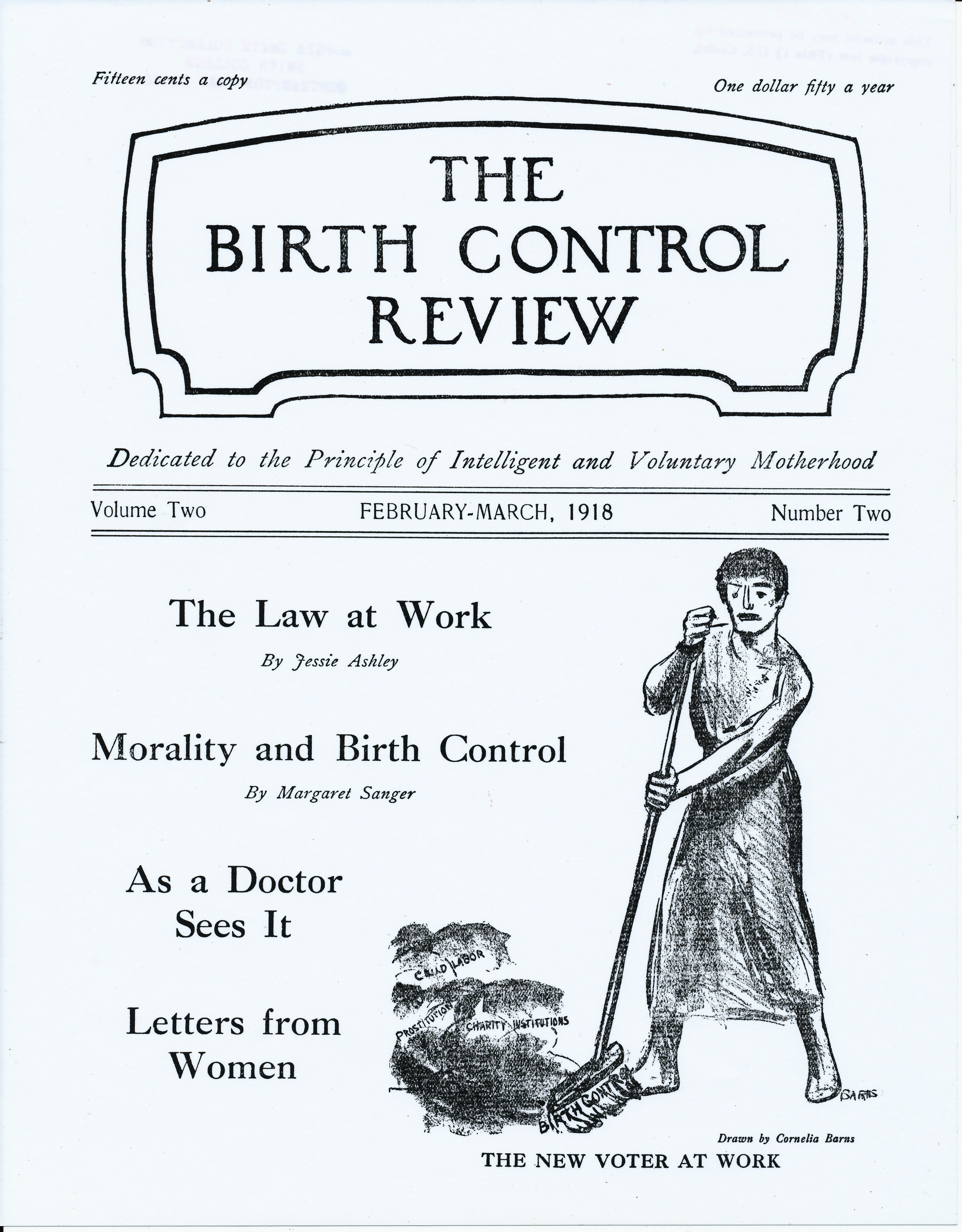
Birth Control Review, couverture de février 1918.
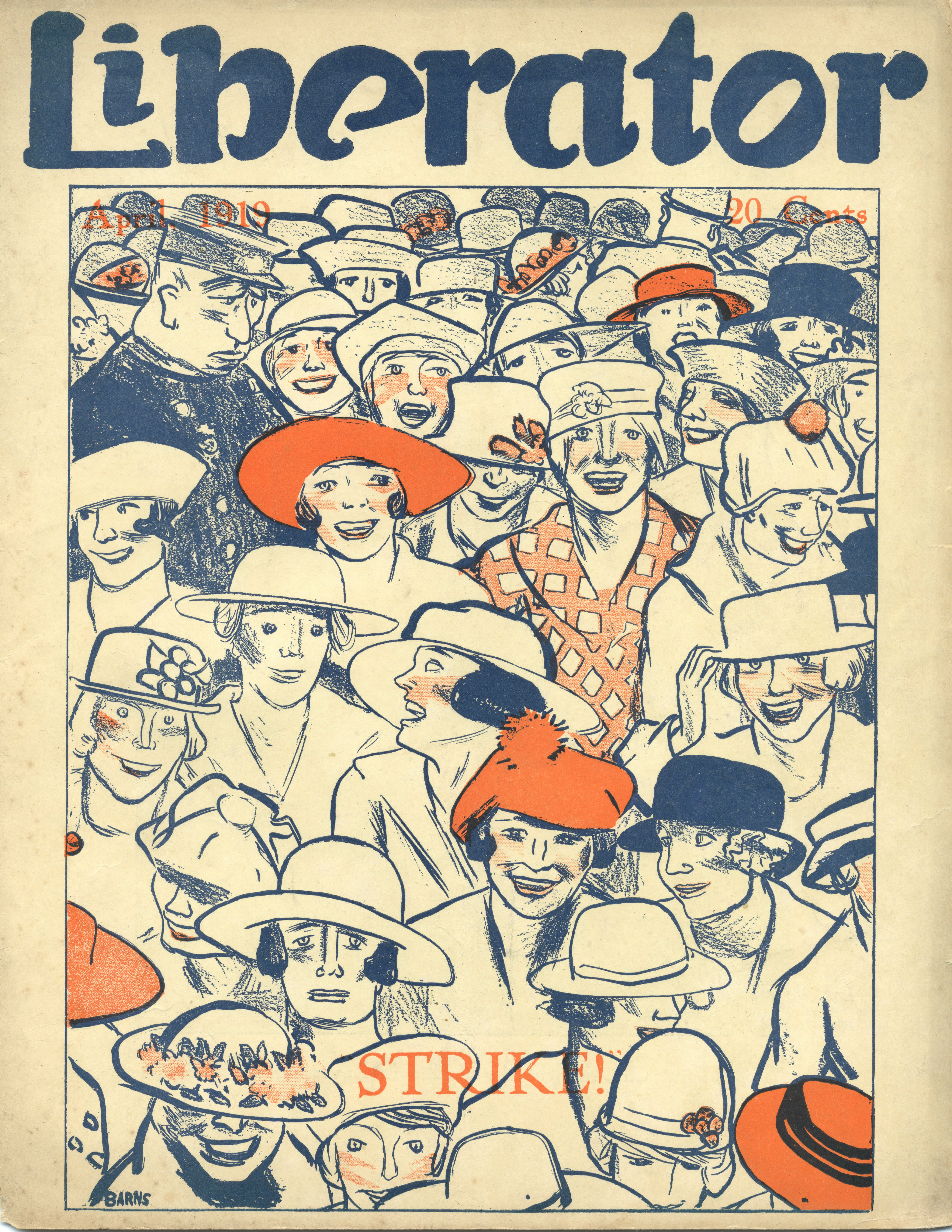
The Liberator, couverture, avril 1919.